# Vindiciae Gallicae
Vindiciae Gallicae est le titre d'un ouvrage publié en 1791 par le philosophe britannique James Mackintosh (1765-1832), dans lequel il exprime les réflexions que lui inspirent les évènements de la Révolution française.
Mackintosh fut très vite préoccupé par la question de l'époque : la Révolution française. Le 17 mai 1791, après une longue méditation, il publia ses Vindiciae Gallicae, qui constituent une réponse aux Réflexions sur la Révolution de France d'Edmund Burke, publiées l'année précédente. Ce fut la seule réponse digne à Burke.[réf. nécessaire]
Les Vindiciae Gallicae exprimaient le point de vue philosophique d'un libéral sur les évènements de la Révolution française jusqu'au printemps 1791. Les excès des Révolutionnaires l'amenèrent quelques années plus tard à s'opposer à eux et à rejoindre Burke dans sa critique, mais sa défense initiale des droits de l'homme constitue un témoignage valable du point de vue d'un Whig cultivé à cette époque.
Elles placèrent leur auteur au premier rang des penseurs politiques européens, et lui gagnèrent l'amitié de quelques-uns des hommes les plus distingués du temps, dont Burke lui-même. Le succès des Vindiciae décida finalement Mackintosh à abandonner la médecine pour la profession de juge, qu'il embrassa en 1795, acquérant rapidement une considérable réputation, tout en s'attachant à conserver une pratique de tolérance.

## Citations
- « Diffuser la connaissance, c'est se rendre soi-même immortel ».
- « Les Communes, fidèles à leur système, restent dans une sage et magistrale inactivité ».
- « L'autorité d'une populace corrompue et tumultueuse doit plutôt être considérée comme une ochlocratie qu'une démocratie, comme le despotisme de la cohue, et non le gouvernement du peuple ».